# Aładża
Aładża (bułg. Аладжа манастир) – średniowieczny monaster skalny w Bułgarii, ok. 17 km na północ od Warny, 3 km od Złotych Piasków.

## Galeria

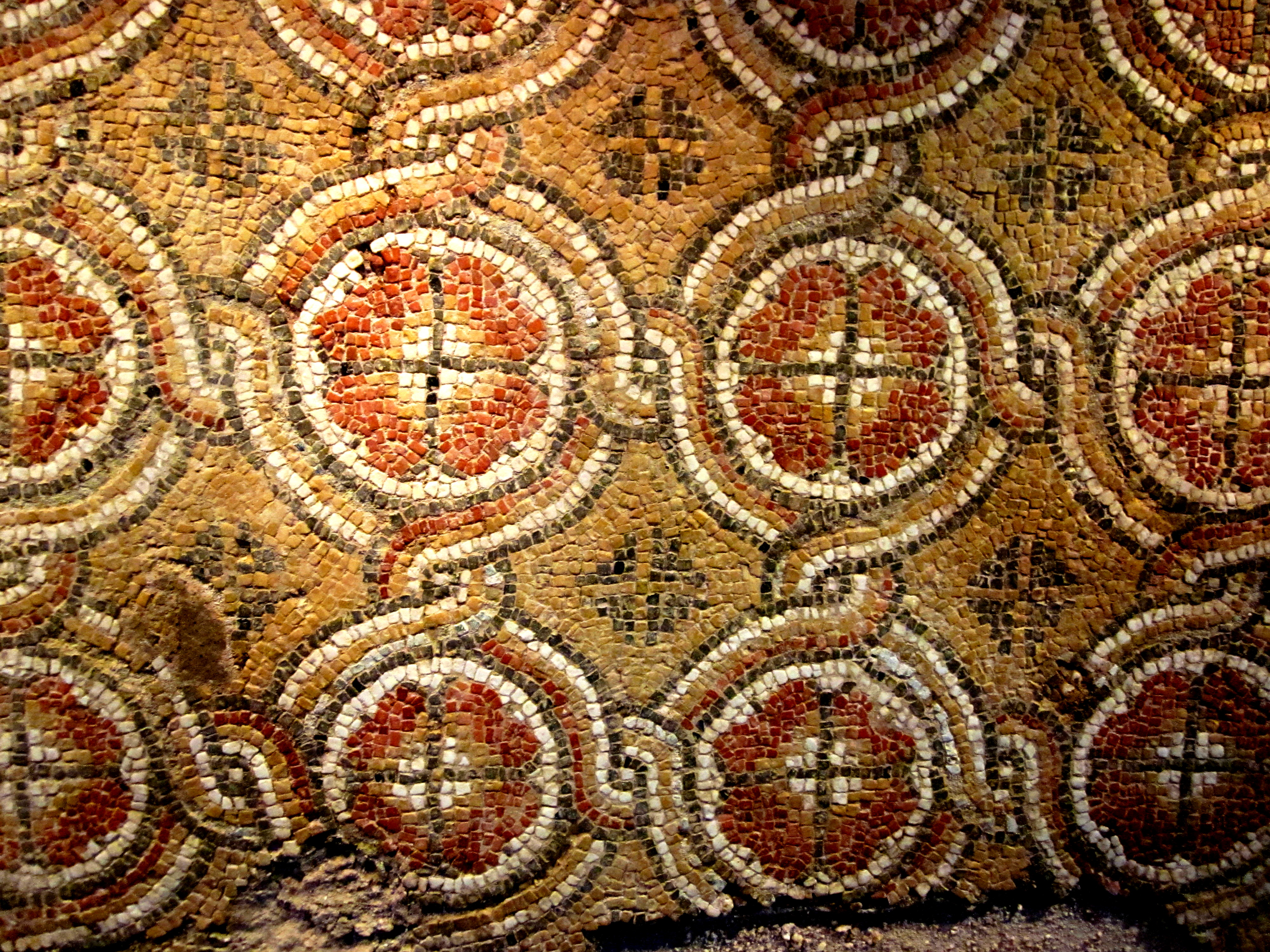
Mozaika w monasterze Aładża
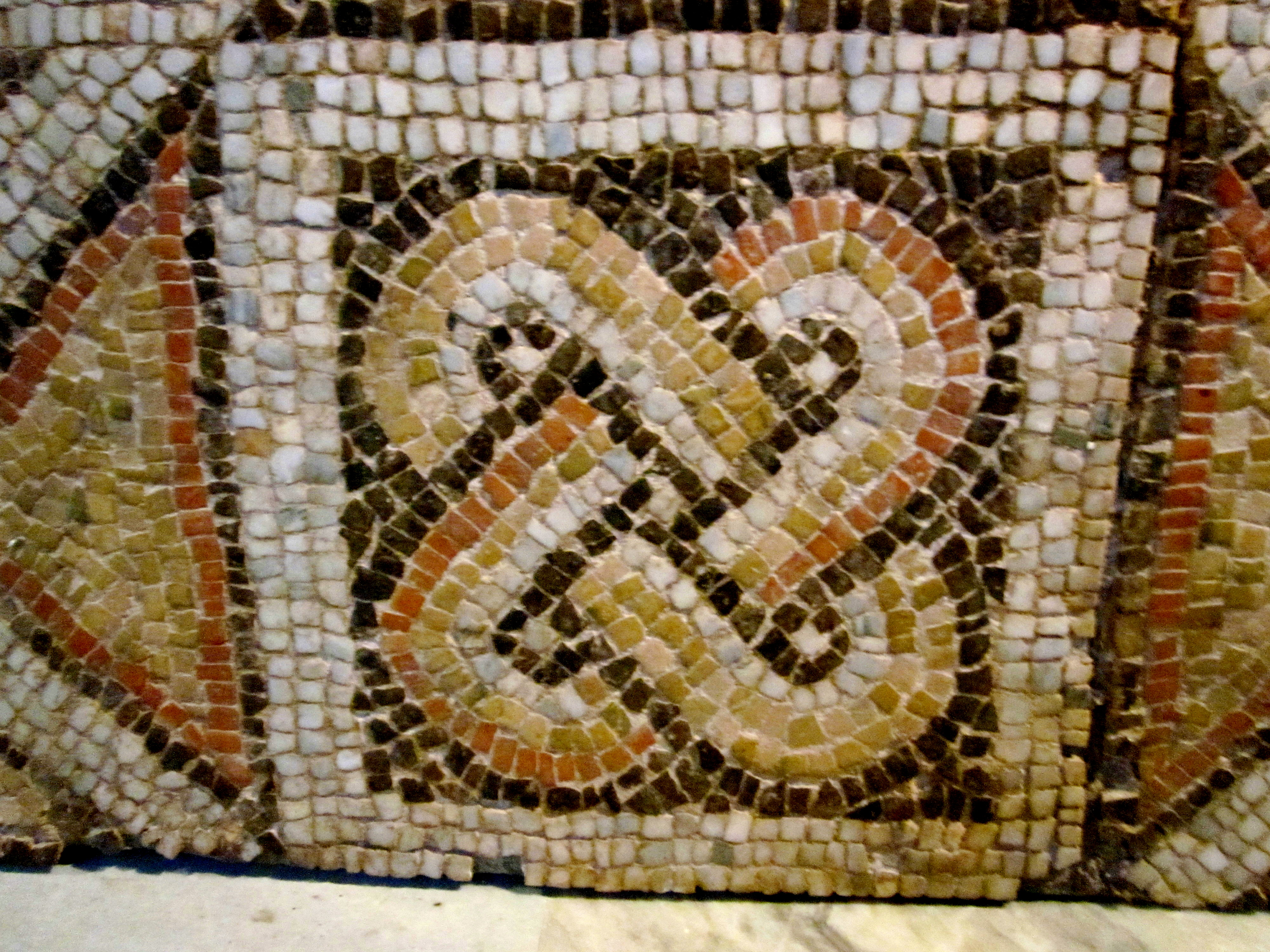
Detal mozaiki
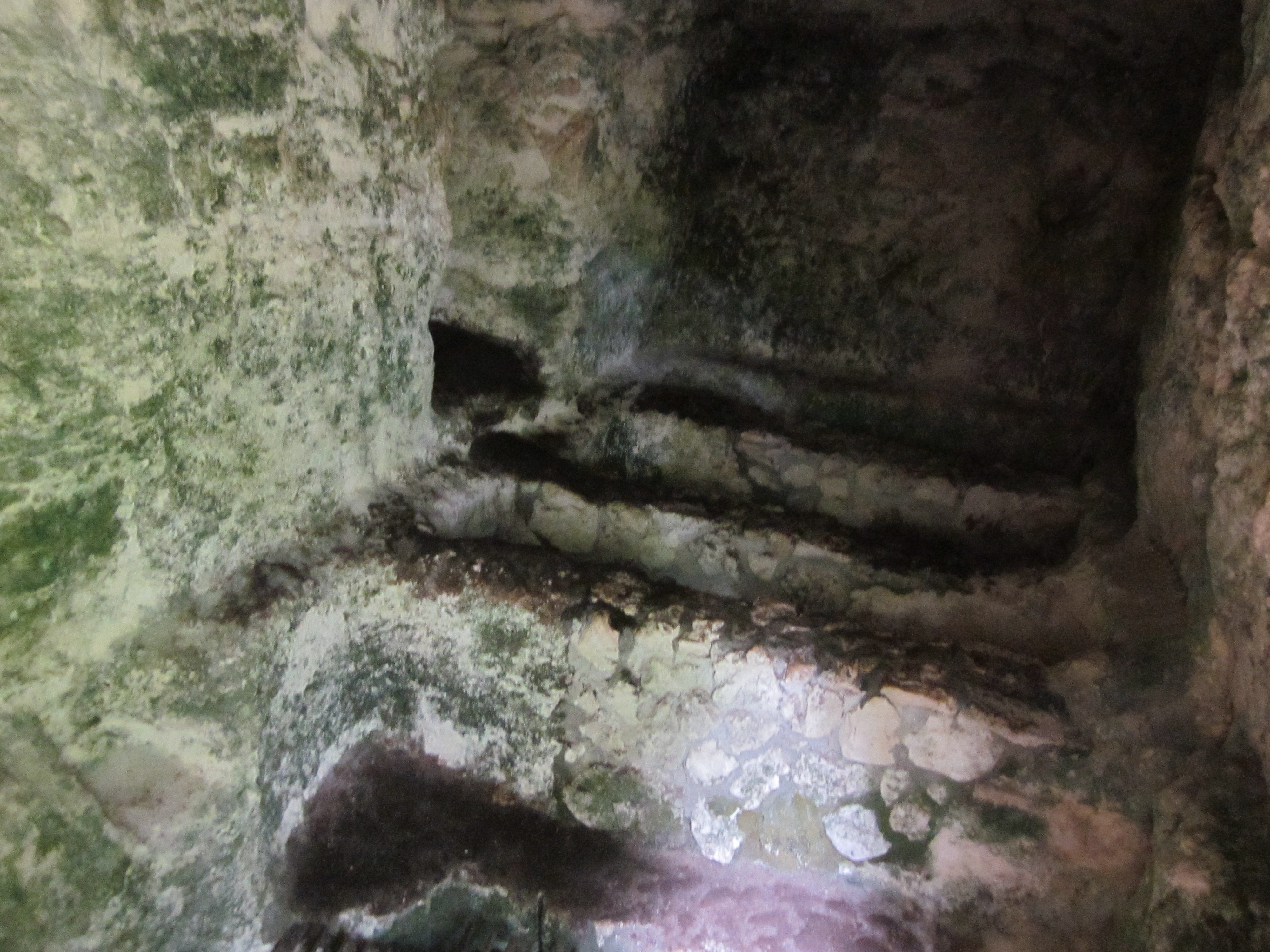
Kamienne grobowce w katakumbach
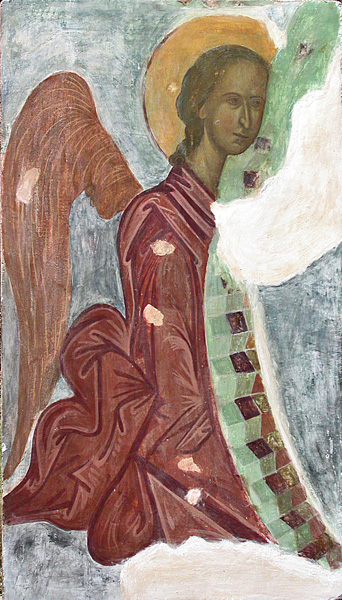
Średniowieczny fresk w monasterze Aładża